# Gérard Krawczyk
Gérard Krawczyk (ur. 17 maja 1953 w Paryżu) – francuski reżyser i scenarzysta.
Posiada polskie korzenie, jego dziadkowie pochodzili z Częstochowy. W 1981 roku ukończył IDHEC w Paryżu.
Jego pierwszym pełnometrażowym filmem była adaptacja powieści Bena Hechta – Nienawidzę aktorów z 1986 roku. Popularność przyniosły mu komedia sensacyjna Taxi 2 oraz kolejne części cyklu.

## Filmografia
- Taxi 2 (2000)
- Wasabi (2001)
- Taxi 3 (2003)
- Fanfan Tulipan (2003)
- Taxi 4 (2007)

## Nagrody
- Cezar 1982, za najlepszy fikcyjny film krótkometrażowy Le Concept subtil